# Armen Alchian
Armen Albert Alchian (Fresno, 12 aprile 1914 – Los Angeles, 19 febbraio 2013) è stato un economista statunitense, tra i fondatori della new institutional economics. Ha dato importanti contributi alla teoria microeconomica e alla teoria dell'impresa. Insegnante universitario presso la Università della California a Los Angeles (UCLA), si è occupato per lo più di inflazione e disoccupazione..

## Biografia
Armen Albert Alchian nacque il 12 aprile 1914 a Fresno, in California, da genitori armeno-americani. Suo padre, Alexander H. Alchian (1884-1979), nacque a Erzurum, nell'Impero Ottomano ed emigrò negli Stati Uniti nel 1901,mentre sua madre Lily Normart (1889-1976) nacque da genitori armeni immigrati a Fresno. I suoi genitori furono tra i primi armeni a stabilirsi nella valle di San Joaquin e lei fu la prima armena nata a Fresno. I suoi genitori si sposarono nel 1909, e Armen ebbe un fratello minore, Robert Haig Alchian (1917-1995).  Suo padre lavorava come musicista e gioielliere e la famiglia era di "modesti mezzi".  È cresciuto nella comunità armena, che inizialmente era "soggetta a un'intensa discriminazione". Secondo quanto riferito, lui stesso è stato oggetto di discriminazione anti-armena all'inizio della sua vita. Negli anni '20 la sua famiglia ospitò il generale Andranik, un eroe nazionale armeno, nella loro casa per diversi mesi. Alchian è stato chiamato "l'Adam Smith armeno" da Michael Intriligator. 
Alchian frequentò la Fresno High School, dove si distinse accademicamente e atleticamente. Si iscrisse inizialmente al Fresno State College nel 1932 e si trasferì alla Stanford University nel 1934, ottenendo la laurea nel 1936. Conseguì, il dottorato di ricerca in filosofia a Stanford nel 1943. La sua tesi era intitolata: "Gli effetti dei cambiamenti nella struttura generale dei salari". Anthony J. Culyer citò Kenneth Arrow dicendo che Alchian era "lo studente di economia più brillante che Stanford avesse mai avuto". 

## Carriera
Alchian lavorò come assistente all'insegnamento a Stanford (1937-40), e poi nel 1940-41 lavorò al National Bureau of Economic Research (NBER) e all'Università di Harvard e nel 1942 all'Università dell'Oregon come istruttore. Fece ervizio nelle forze aeree dell'esercito come statistico tra il 1942 e il 1946. 
Alchian entrò a far parte del Dipartimento di Economia dell'Università della California, Los Angeles (UCLA) nel 1946. Fu inizialmente professore assistente (fino al 1952), poi professore associato (fino al 1958) e infine nominato professore nel 1958. Si ritirò dall'UCLA nel 1984 e fu nominato professore emerito di economia. Fu solo nel 2007, all'età di 93 anni, che chiuse il suo ufficio nel campus. 
In classe, Alchian adottò il metodo socratico e non amava il metodo tradizionale delle lezioni. James M. Buchanan, brevemente collega alla fine degli anni '60, classificò Alchian come "il miglior economista alla lavagna" che avesse mai conosciuto. Nel 2006 John Riley, presidente del dipartimento di economia dell'UCLA, dichiarò che Alchian era stato il "padre del moderno dipartimento di economia dell'UCLA e ne aveva stabilito il futuro".  William R. Allen notò che l'"età dell'oro" del dipartimento fu dal 1950 al 1980 a causa della presenza e della leadership di Alchian. 

## Opere
- 1950: Uncertainty, Evolution and Economic Theory
- 1959: Costs and Outputs
- 1969: Information Costs, Pricing and Resource Unemployment
- 1972: (zusammen mit Harold Demsetz) Production, Information costs and Economic Organization
- 1978: (mit Robert Crawford und Benjamin Klein) Vertical Integration, Appropriable Rents, and the Competitive Contracting Process
- 1978: Economic Forces at Work
- 1983: Exchange and Production
- 1993: Property Rights.